# 荷里路德宮
荷里路德宮（英語：Holyrood Palace 或 Palace of Holyroodhouse；/ˈhɒlɪˌruːd/或/ˈhoʊlɪˌruːd/），或译圣十字宮、霍利鲁德宫，前身為荷里路德修道院，位於英國蘇格蘭首府愛丁堡皇家一英里最東端，是英國君主主要居停之一，亦為其夏季在蘇格蘭的行宫。由詹姆斯四世於1498年所建，佈局呈正方形，長寬皆近230英尺（70）。後繼之君詹姆斯五世加建高塔，遂成今貌。宮殿內有蘇格蘭女王瑪麗之家。

## 内部
遊客可以參觀的房間包括17世紀的國王居住的房間、大畫廊（Great Gallery）和西北塔上16世紀建造的房間。

### 17世紀建築

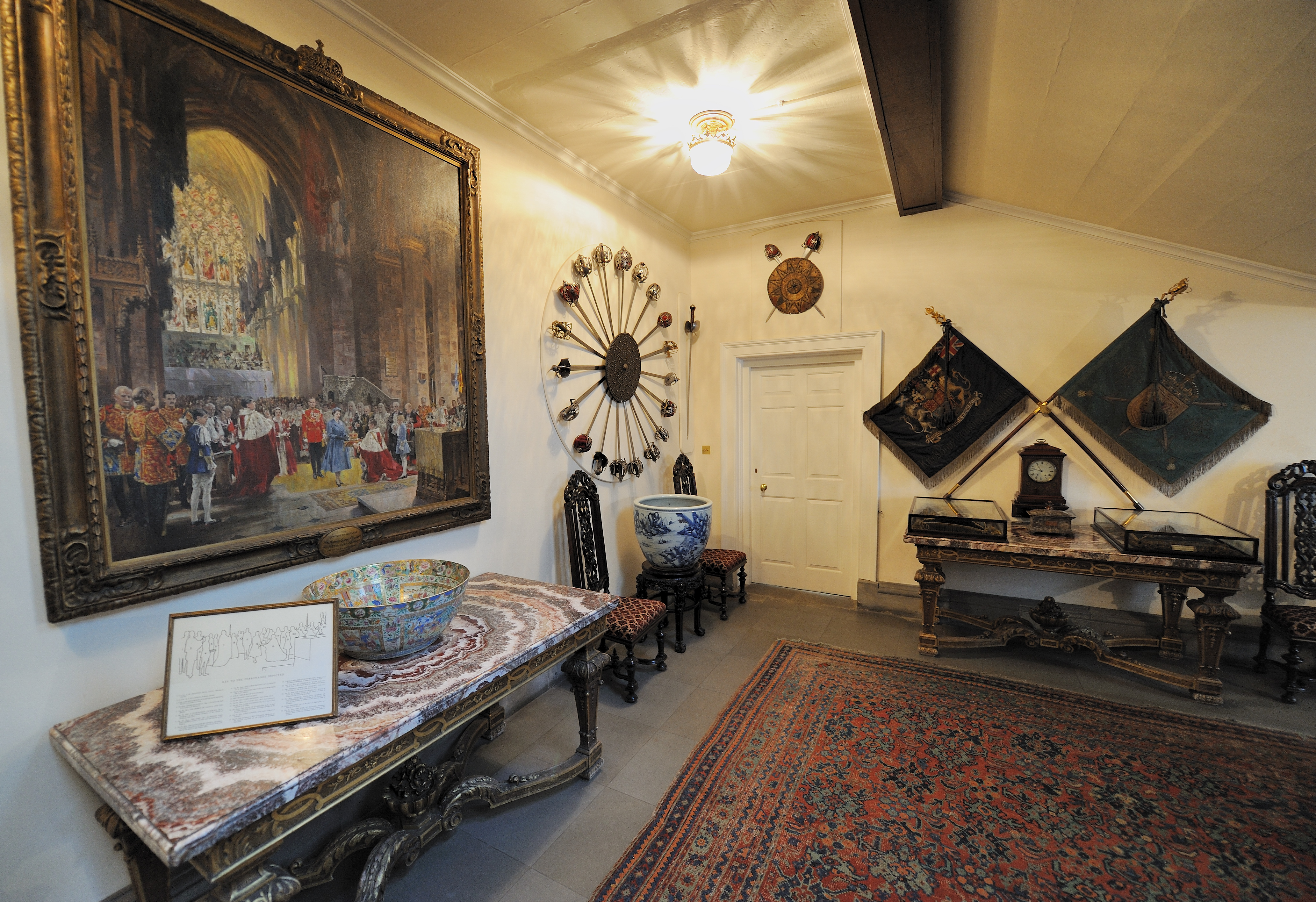
大樓梯平臺的裝飾

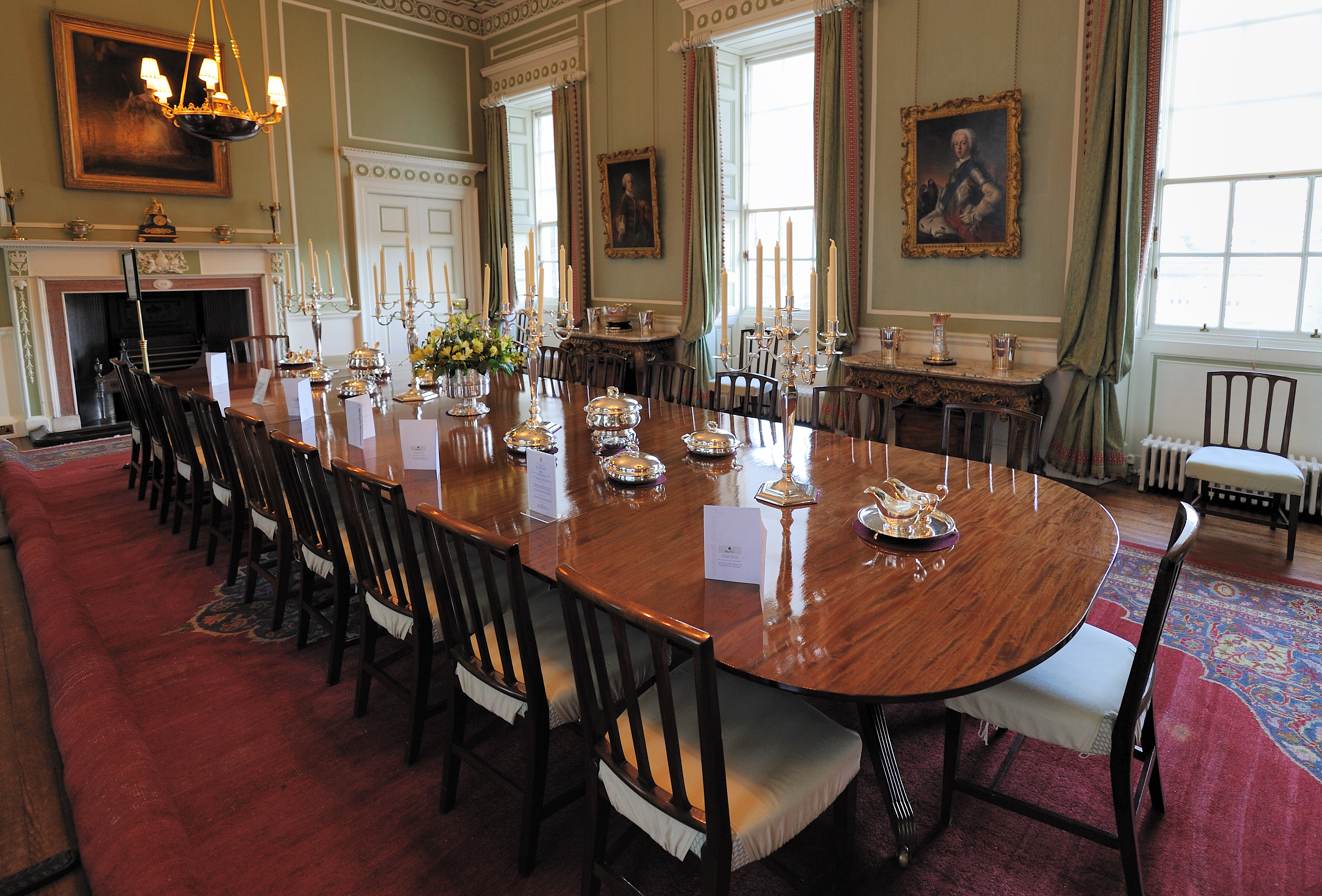
皇家餐廳

位于西南角的大楼梯（Great Stair）有著17世紀巴洛克風的天花板。兩側裝飾著1550年意大利畫家拉坦齐奥·甘巴拉（Lattanzio Gambara）繪製的、以《变形记》爲主題的壁畫。這些壁畫並不是原來就繪製在這裡的，而是由阿爾伯特親王于1856年購下、在1881年安放在此地。樓梯的盡頭是皇家餐廳，原先是女王居室的一部分。這個亞當式的房間于1800年裝修完畢，當時是漢密爾頓公爵的住房。
國王的居室佔據了整個建築的南翼和東翼，可由大樓梯抵達。其中的王座室本來是保安室，但自1822年喬治五世來住之後一直用作王座室。此外還有早間和晚間會客廳、前廳和多間臥室。其中國王臥室（King's Bedchamber）位于東翼正中，其中裝飾有17世紀荷蘭畫家雅各·德·魏特二世（Jacob de Wet II）繪製的赫拉克勒斯。
大畫廊是整個宮殿裏最大的房間，陳列有110幅蘇格蘭歷代君主的肖像，第一幅為傳説中前330年左右在位的蘇格蘭第一位國王弗格斯一世（Fergus I）。這些肖像並非在歷代君主任内完成，而是由雅各·德·魏特二世繪製于1684至1686年間。自1707年後，蘇格蘭的代表贵族也都是在這裡選出來的。查尔斯·爱德华·斯图亚特曾在這裡舉辦過舞會。後來法王查理十世流亡英國期間曾將此地用作天主教小教堂。

### 西北塔
西北方塔上的房間在16世紀時屬於达恩利勋爵亨利·斯图亚特，後在1684年被漢密爾頓公爵威廉·漢密爾頓佔用。苏格兰女王玛丽一世在三樓上有一套房間，其中一間是達恩利勛爵謀殺大卫·里齐奥之地。這裡許多大房間的天花板是木制的，刻有法文以紀念玛丽一世和她的家人。

## 外部

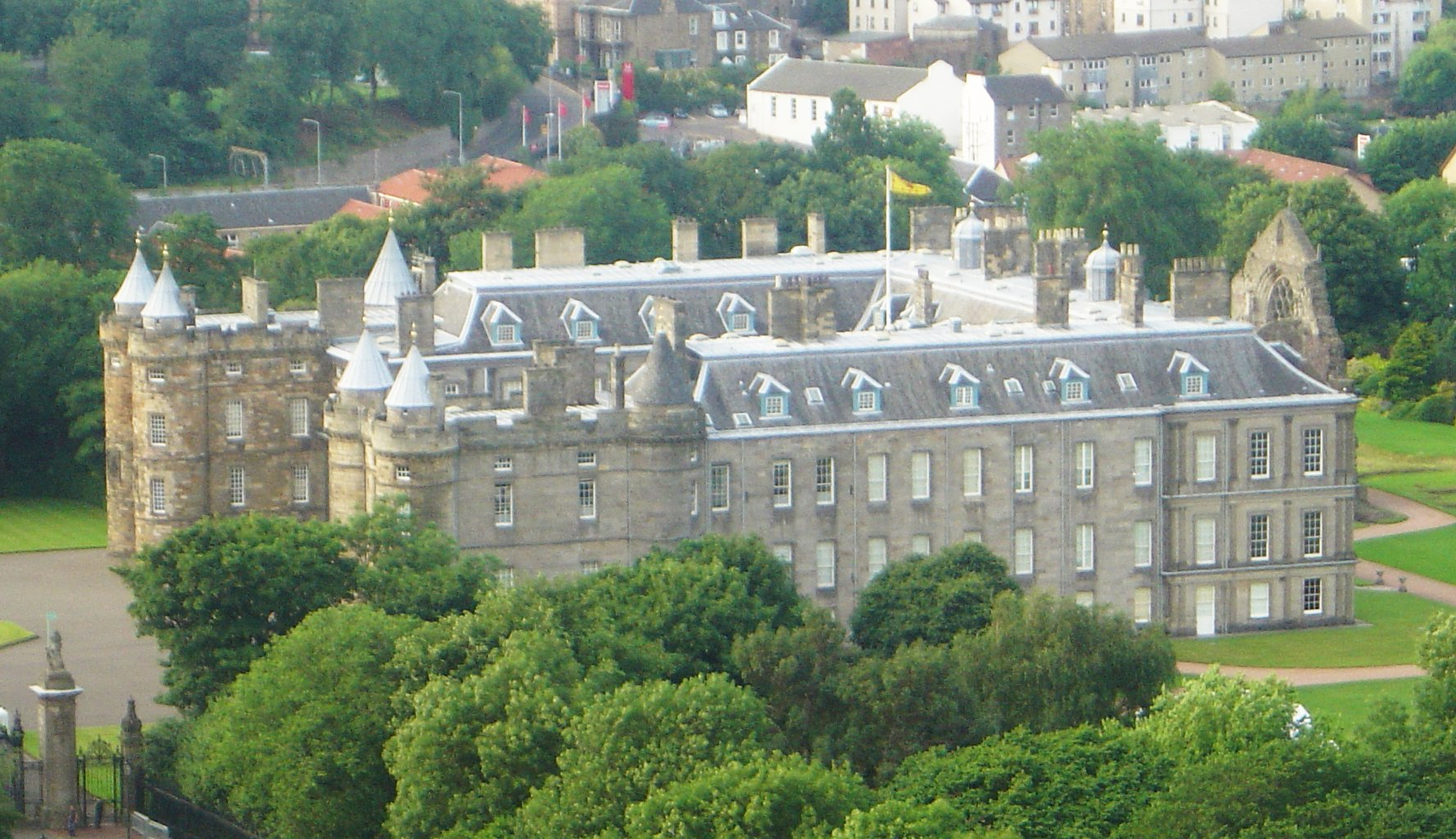
側面

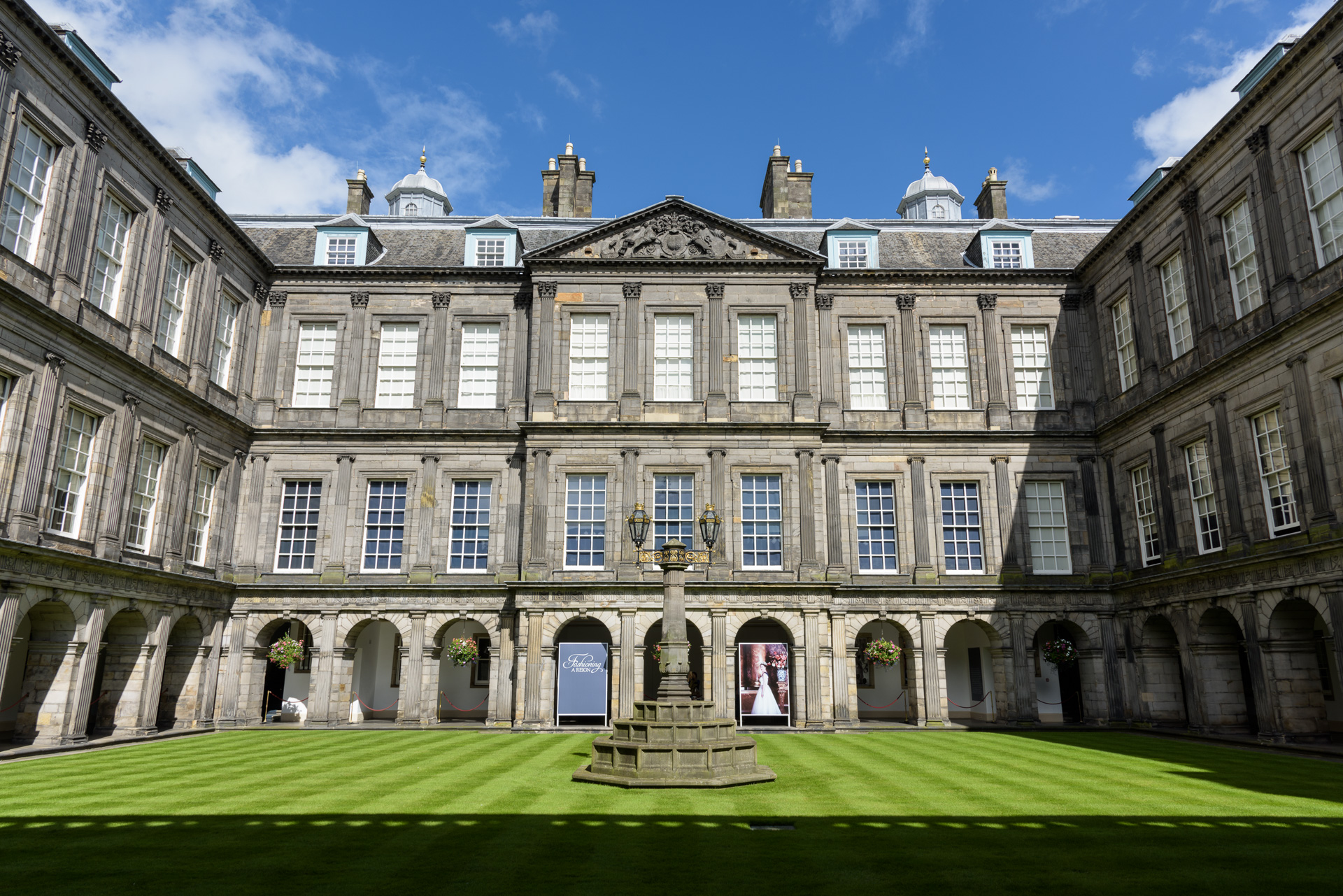
方庭

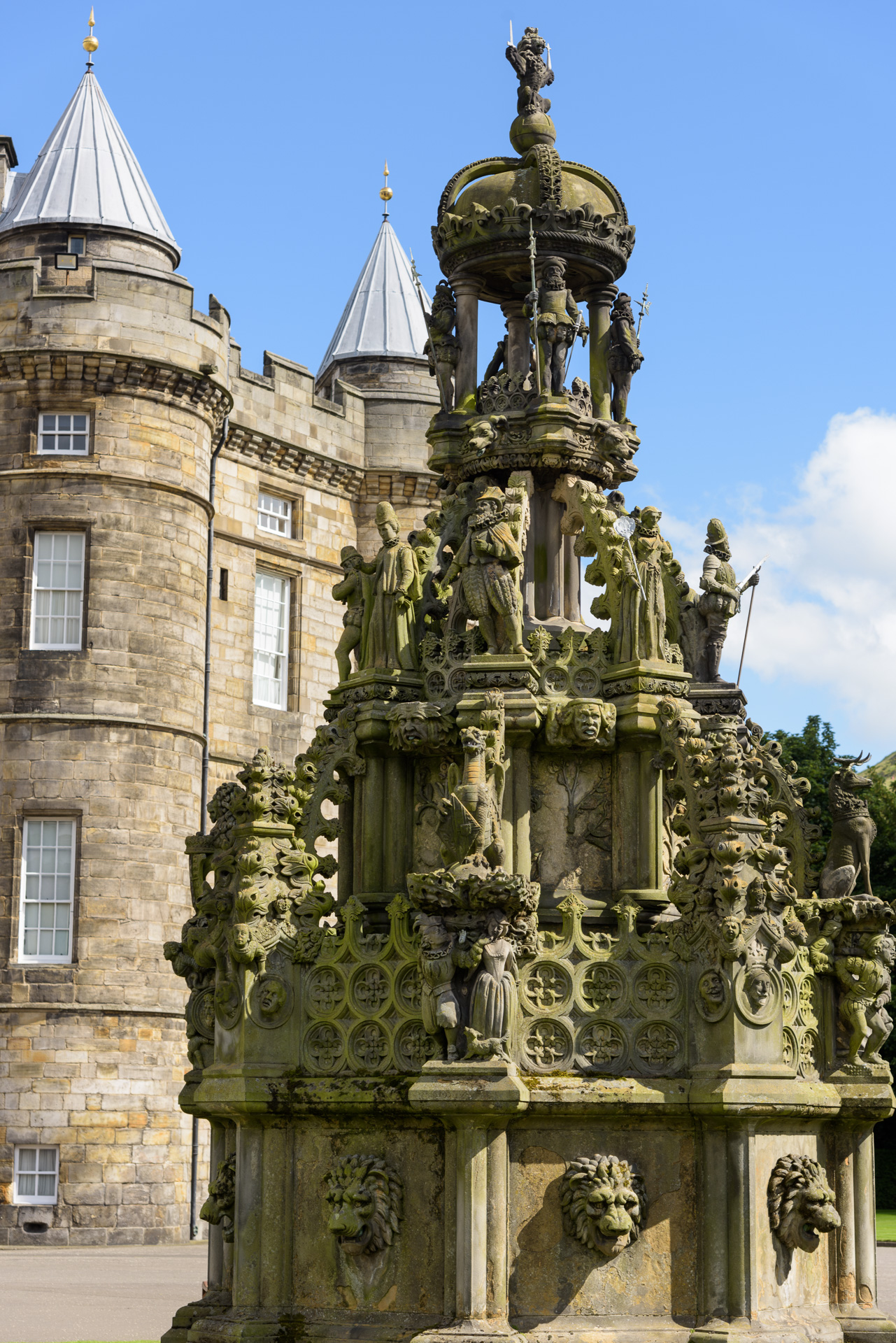
前庭喷泉

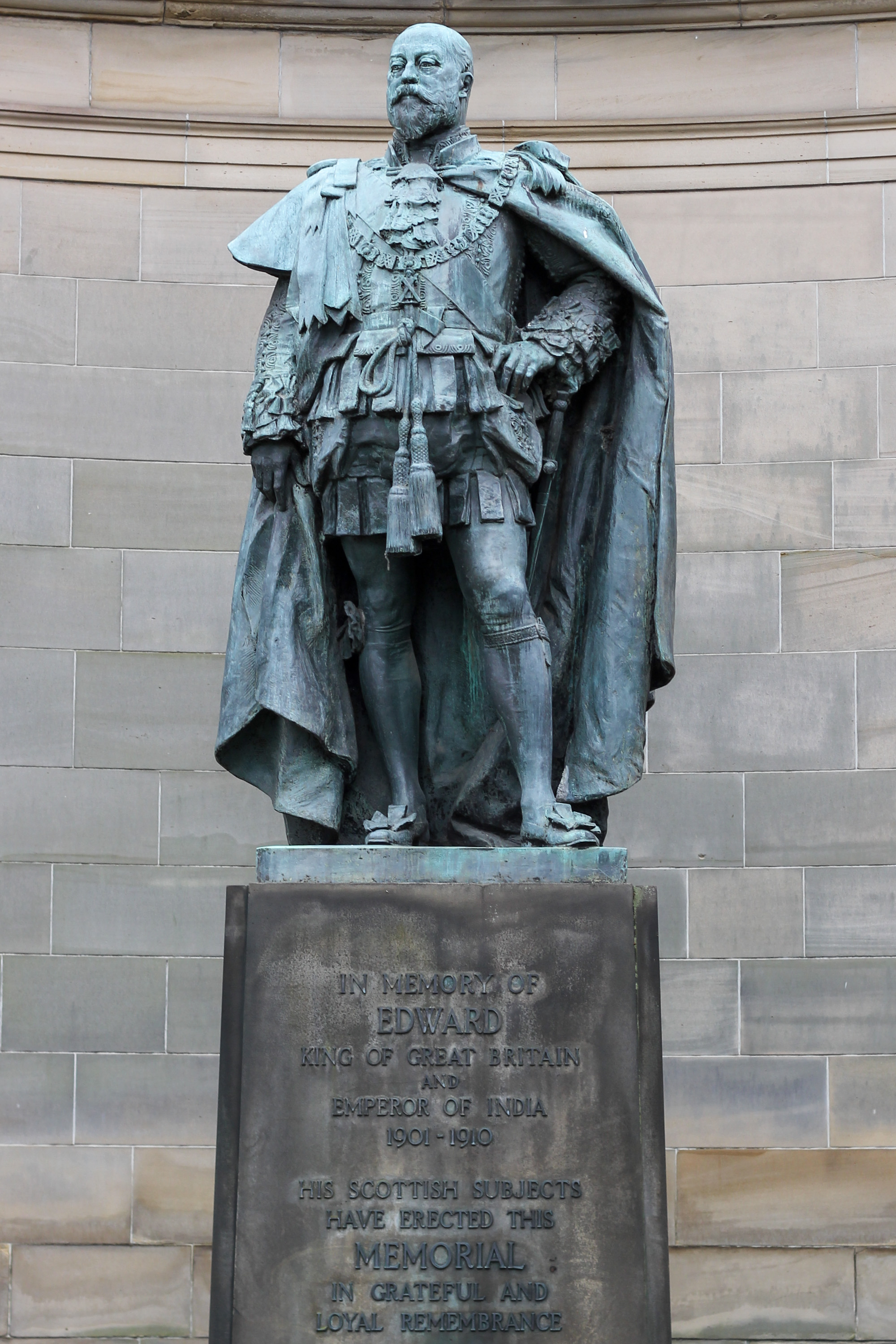
宫殿外的爱德华七世像

宫殿外有一个面积约10英畝（4.0公頃）的花园，属于更大的荷里路德公园的一部分。宫殿北部有一座建造于16世纪的小屋，称玛丽女王浴室（Queen Mary's Bath House），但实际上它很可能从没被用做浴室。宫殿北部还有一个由石匠约翰·米尔恩（John Mylne，1585 – 1657）在1633年雕刻的日晷。前庭的喷泉是林利思哥宫喷泉的翻版，19世纪制成。铁门则是1922年新换的。
宫殿西边的两座建筑在19世纪建造时用做保安室，与之相邻的是原来的荷里路德自由教堂（Holyrood Free Church）和戈登女公爵学校（Duchess of Gordon's School），后两者建造于1840年代。这些建筑自2002年以来是女王画廊（Queen's Gallery）的所在地。此外荷里路德修道院的遗址也位于宫殿东北角。BBC4台在2006年8月25日至28日间组织考古学家开挖了修道院和宫殿附近的土地，发现了1544年赫特福德伯爵火烧修道院时留下的红色土壤，以及一个印章和一枚1634年法国奥尔良公爵铸造的硬币。

## 幽靈
傳說瑪麗一世和大衛·里奇奧的幽靈還徘徊于宮中。此外此地還有一個叫“禿頂的阿格尼斯”（Bald Agnes）的幽靈，她生前是一名叫阿格尼斯·桑普森的女巫，1592年被控使用巫術，之後被帶到荷里路德宮削髮、受審，最後在愛丁堡城堡絞死，然後在城堡岩上處以火刑。